# 四国運輸局
四国運輸局（しこくうんゆきょく）は、国土交通省の地方支分部局。運輸・交通に関する業務を行う地方運輸局の一つである。
四国地方4県（香川県・愛媛県・徳島県・高知県）を管轄区域とする。
本局が陸運関係とそれ以外で別の庁舎となっていたが、2017年11月に高松サンポート合同庁舎南館に移転。また、徳島・高知の両運輸支局は本庁舎が海事、分庁舎が陸運担当となっている。

## 組織及び所在地
- 職員数：300人 - 本所151人、下部機関149人（2007年7月1日時点）
- 予算：33億0900万円（2005年度）
- 下部機関数：6 - 運輸支局4、事務所2（2007年7月1日時点）

### 本局
- 所在地：香川県高松市サンポート3番33号　高松サンポート合同庁舎南館
- 総務部
  - 安全防災・危機管理調整官
  - 安全防災・危機管理課
  - 総務課
  - 人事課
  - 会計課
  - 広報対策官
- 観光部
  - 観光企画課
  - 国際観光課
  - 観光地域振興課
- 自動車交通部
  - 旅客課
  - 貨物課
  - 自動車監査官
- 自動車技術安全部
  - 整備・保安課
  - 技術課
  - 管理業務調整官
  - 保安・環境調整官
- 交通政策部
  - 交通企画課
  - 環境・物流課
  - バリアフリー推進課
- 鉄道部
  - 鉄道安全監査官
  - 計画課
  - 技術・防災課
  - 安全指導推進官
- 海事振興部
  - 海運・港運課
  - 船舶産業課
  - 船員労政課
  - 離島航路活性化調整官
- 海上安全環境部
  - 海事保安・事故保障対策調整官
  - 船舶安全環境課
  - 船員労働環境・海技資格課
  - 運航労務監理官
  - 海事技術専門官（船舶検査官）
  - 海事技術専門官（船舶測度官）
  - 海技試験官
  - 外国船舶監督官

### 出先機関

#### 陸運部門
（ ）内は交付されるナンバープレートに付される都市・地域名
徳島運輸支局応神町庁舎（「徳島」）
- 所在地：徳島県徳島市応神町応神産業団地1-1
- 管轄区域：徳島県全域

香川運輸支局（「香川」「高松」）
- 所在地：香川県高松市鬼無町佐藤20-1
- 管轄区域：香川県全域
- 「高松」ナンバー対象地域：高松市

愛媛運輸支局（「愛媛」）
- 所在地：愛媛県松山市森松町1070
- 管轄区域：愛媛県全域

高知運輸支局大津庁舎（「高知」）
- 所在地：高知県高知市大津乙1879-1
- 管轄区域：高知県全域

#### 海事部門
香川県の海事関係は四国運輸局海上安全環境部の直轄区域である。
徳島運輸支局本庁舎
- 所在地：徳島県徳島市万代町3丁目5-2　徳島第2地方合同庁舎
- 管轄区域：徳島県全域

愛媛運輸支局本庁舎
- 所在地：愛媛県松山市森松町1070
- 管轄区域：愛媛県中部

愛媛運輸支局今治海事事務所
- 所在地：愛媛県今治市片原町1丁目3-2　今治港湾合同庁舎
- 管轄区域：愛媛県東部

愛媛運輸支局宇和島海事事務所
- 所在地：愛媛県宇和島市住吉町3丁目1-3　宇和島港湾合同庁舎
- 管轄区域：愛媛県西部

高知運輸支局本庁舎
- 所在地：高知県高知市桟橋通5丁目4-55　高知港湾合同庁舎
- 管轄区域：高知県全域